# Castelo de Trancoso
O Castelo de Trancoso localiza-se na Beira Interior, na freguesia de Trancoso (São Pedro e Santa Maria) e Souto Maior, cidade e município de Trancoso, distrito da Guarda, em Portugal.
Ergue-se sobre um planalto na região Nordeste da Beira, vizinho à nascente do rio Távora, afluente do rio Douro, e ao Castelo de Penedono, distante cerca de cinco léguas, com o qual compartilha caraterísticas comuns. Desde o século XII, época da constituição da nacionalidade portuguesa, a povoação e seu castelo adquiriram importância estratégica na raia com o Reino de Leão, a par de outras localidades como a Guarda e a Covilhã. Posteriormente constituir-se-ia em domínio da família dos Coutinho. Atualmente constitui-se em ex-libris da cidade, atraindo milhares de turistas anualmente.
O Castelo de Trancoso está classificado como Monumento Nacional desde 1921.

## História

### Antecedentes
Não existem informações acerca da primitiva ocupação humana do sítio de Trancoso, que se acredita remonte à pré-história. Outros autores consideram raízes romanas, identificando paralelos com a evolução arquitetónica do vizinho Castelo de Penedono.

### O castelo medieval
A primitiva edificação que originou o castelo — uma torre defensiva — remonta à época da Reconquista cristã da Península Ibérica quando, no início do século X, a região foi ocupada e seu repovoamento promovido por Rodrigo Tedoniz. Tendo passado por herança a sua filha, Chamôa Rodrigues (ou Flâmula Rodrigues), sobrinha de Mumadona Dias, a primeira referência documental a um castelo em Trancoso remonta à doação testamentária desta, juntamente com outros castelos na região, como o Castelo de Moreira de Rei, Castelo de Terrenho e o Castelo de Cótimos (hoje não passível de identificação), ao Mosteiro de Guimarães, em 960.
Suportou, juntamente com os seus vizinhos, por cerca de um século, as vicissitudes da oscilação das fronteiras entre cristãos e muçulmanos, até à reconquista definitiva das terras de Entre-Douro-e-Mondego por Fernando Magno, que compreendeu as terras de Trancoso em 1057 ou 1058.
Quando da constituição do Condado Portucalense, a povoação e seu castelo fizeram parte do dote da condessa D. Teresa.
Posteriormente, à época da Independência de Portugal, em 1140 uma coluna muçulmana comandada por Esmar cercou e conquistou Leiria e invadiu a Beira, alcançando Trancoso que foi saqueada e seu castelo assediado. Graças à pronta ação das forças de D. Afonso Henriques, a ameaça foi repelida na Batalha de Trancoso. Acredita-se que foram procedidos, à época, reforços nas defesas, uma vez que a região foi assolada pelos muçulmanos até 1155, quando lhe foi passado foral pelo soberano. O castelo seria comprovadamente fundado em 1159, sendo referido um novo foral em 1173, quando os domínios da povoação e seu castelo foram doados à Ordem do Templo. Esta etapa construtiva românica transformou a primitiva torre moçárabe em torre de menagem, dotando-a de uma muralha defensiva.

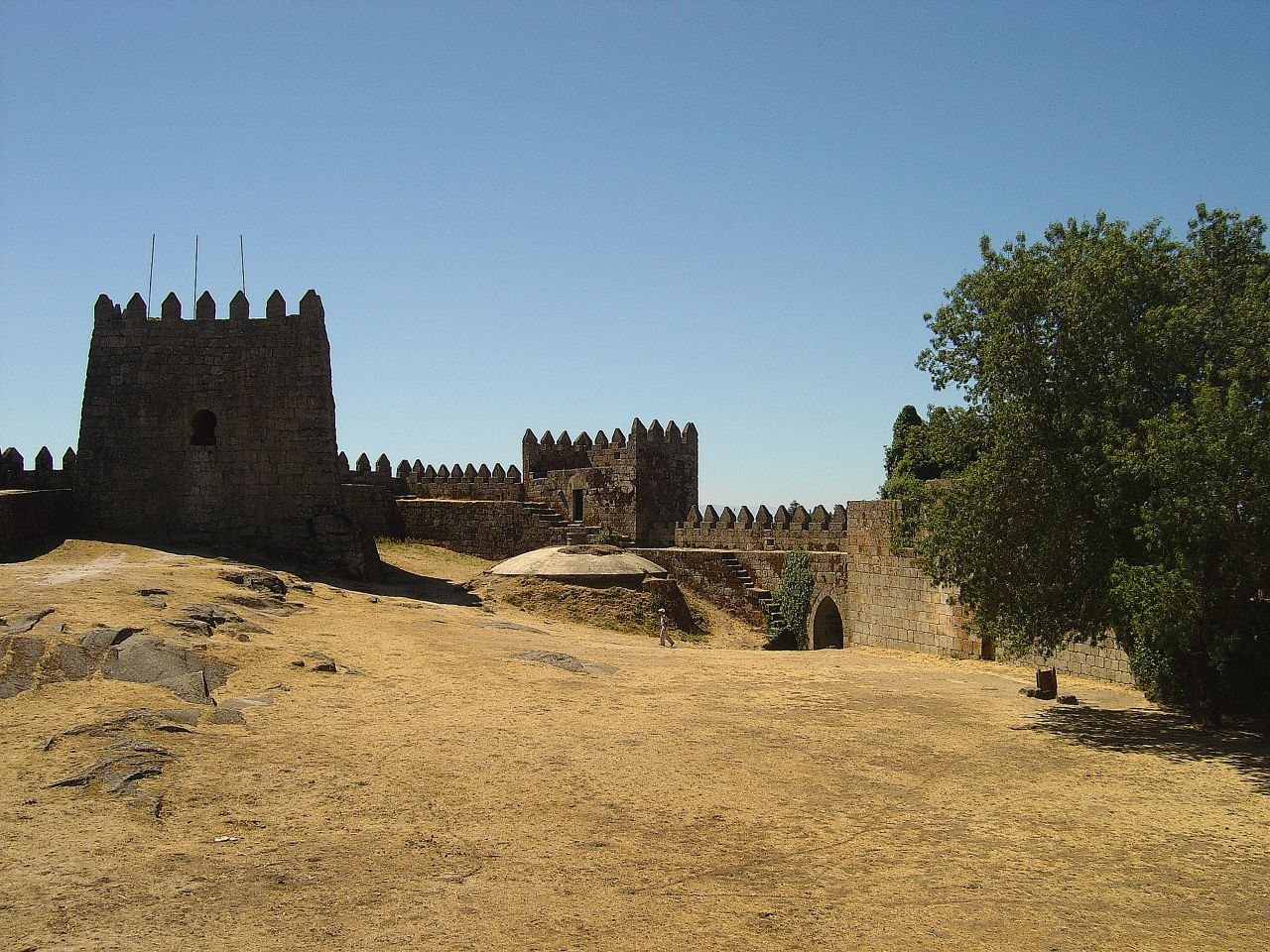
Interior do Castelo de Trancoso, com a torre de menagem.

Sob o reinado de Sancho I de Portugal (1185–1211), este soberano confirmou-lhe o foral (1207), sendo atribuído ao de seu filho e sucessor, D. Afonso II (1211–1223) a construção da cerca da vila, que se expandia.
Quando da questão da sucessão de Sancho II de Portugal, a povoação e seu castelo sofreram dificuldades até passarem para as mãos do regente indicado pelo Papa Inocêncio IV, o infante D. Afonso, futuro rei Afonso III de Portugal (1248–1279). Deste momento a tradição local refere que, em 1248, estando D. Sancho II em retirada para o exílio em Castela, escoltado por forças de Afonso X de Castela que haviam vindo a Portugal apoiá-lo, havendo sido derrotadas nas imediações de Leiria, ao passarem por Trancoso, saiu-lhes do castelo ao encontro Fernão Garcia de Sousa. Este cavaleiro desafiou para um duelo singular a Martim Gil de Soverosa, cavaleiro de D. Sancho II, declarando que a sorte do duelo decidiria a do castelo. O soberano deposto, entretanto, opôs-se ao combate, recolocando-se em marcha, passando o Castelo de Trancoso ao domínio de D. Afonso III.

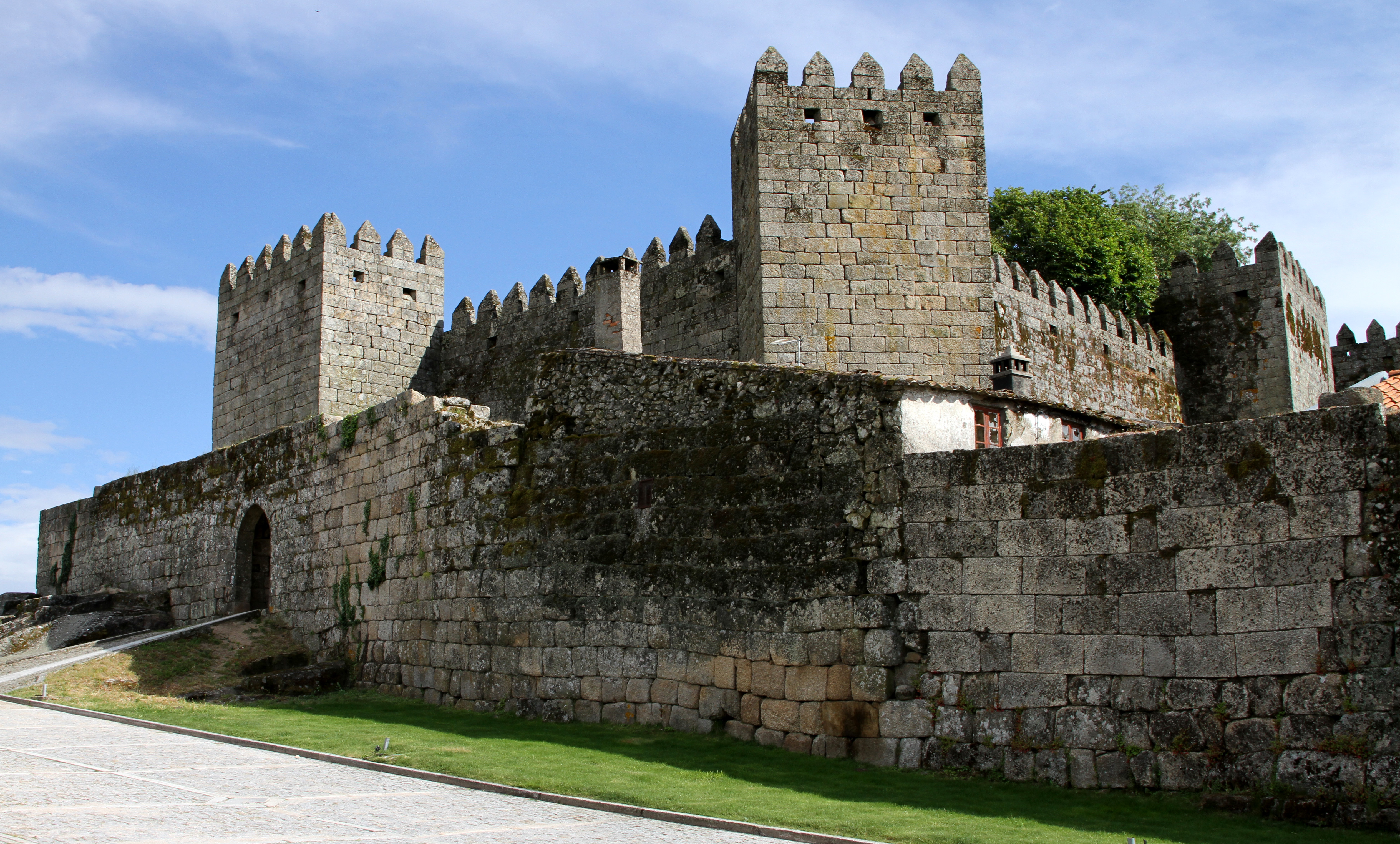
Muralhas de Trancoso.

D. Dinis (1279–1325) aqui recebeu por esposa D. Isabel de Aragão, a Rainha Santa (24 de junho de 1282), vindo a integrar os castelos que o soberano lhe outorgou como dote. Dentro do contexto da assinatura do Tratado de Alcanices (1297), foi também o responsável pela ampliação da cerca da vila, amparada por diversos torreões de planta retangular. Nesta etapa construtiva destaca-se a construção das monumentais Porta de El-Rei e Porta do Prado, e a reformulação da malha urbana, considerada como um dos melhores exemplos do urbanismo gótico no país.
No contexto da crise de 1383–1385, ao final da Primavera de 1385, os arrabaldes de Trancoso foram saqueados por tropas Castelhanas a caminho de Viseu. Ao retornarem com o esbulho, saiu-lhes ao encontro o Alcaide de Trancoso, Gonçalo Vasques Coutinho, com as forças do Alcaide do Castelo de Linhares, Martim Vasques da Cunha e as do Castelo de Celorico, João Fernandes Pacheco, ferindo-se a batalha de Trancoso, no alto da Capela de São Marcos (Junho de 1385). No mês seguinte, uma nova invasão de tropas castelhanas, sob o comando de D. João I de Castela em pessoa, volta a cruzar a fronteira por Almeida e, de passagem pelo alto de São Marcos, incendiou-lhe a Capela em represália.

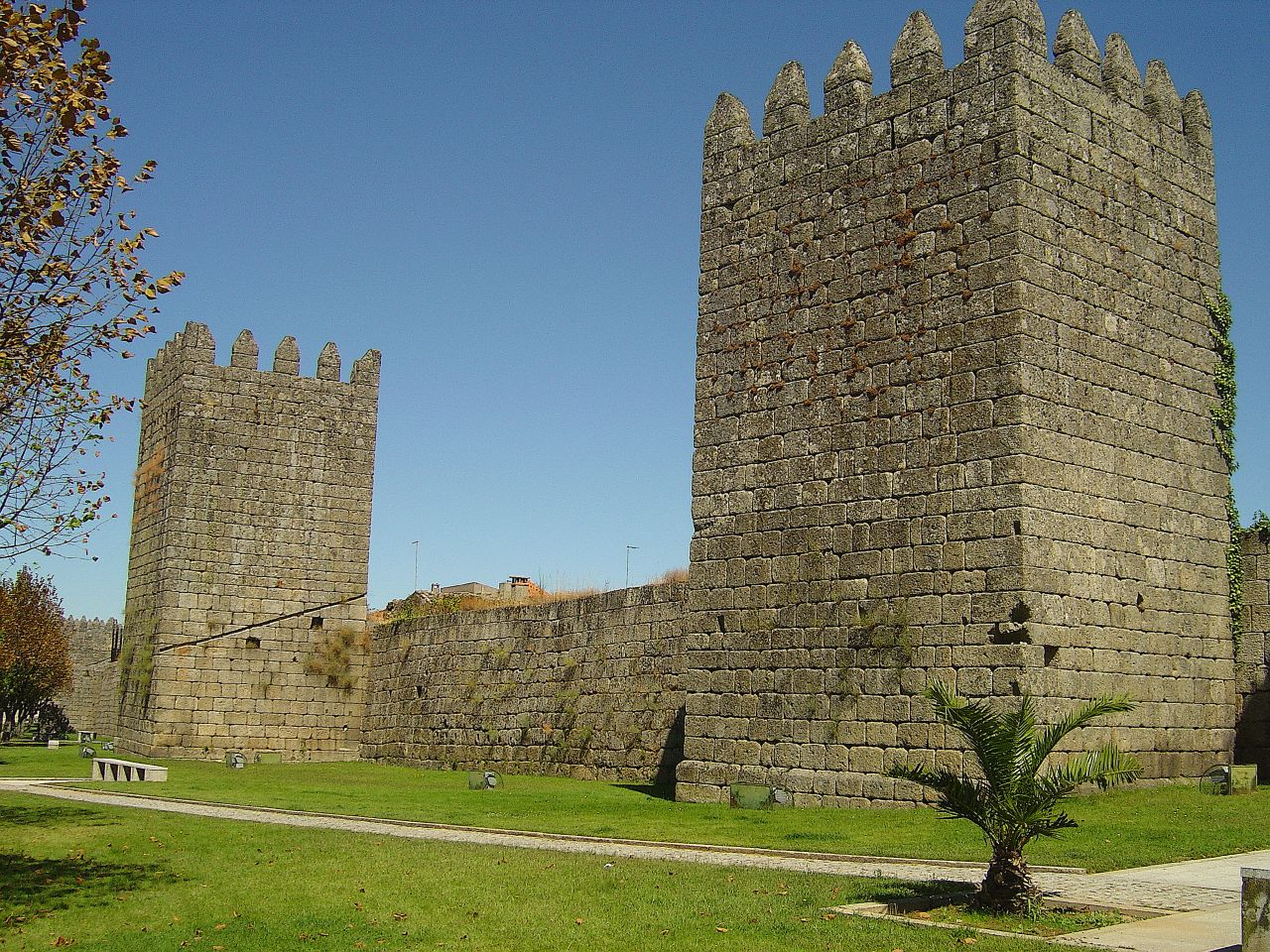
Torres do castelo de Trancoso.

D. João I (1385–1433) reforçou a sua defesa durante as guerras com Castela, diante das invasões da Beira em 1396 e 1398.

### Da Guerra Peninsular aos nossos dias
Embora existam informações sobre obras realizadas nas suas defesas ao longo dos séculos XIV e XV, o que atesta a sua importância regional, as fortificações de Trancoso só voltam a conhecer movimentação bélica durante a Guerra Peninsular, quando aquartelam diversos contingentes de tropas, entre os quais os britânicos do general William Carr Beresford, em 1809.
Em meados do século XIX, a Capela de Santa Bárbara, então em ruínas no interior do recinto, foi adaptada a paiol de pólvora, embora jamais tenha vindo a exercer essa função. À época, a Câmara Municipal autorizava a demolição de troços da cerca da vila, visando reaproveitar a pedra assim obtida em obras públicas, tais como a pavimentação das vias. Dentro dessa lógica, na passagem para o século XX foram demolidas algumas das antigas portas e as torres que as guarneciam.

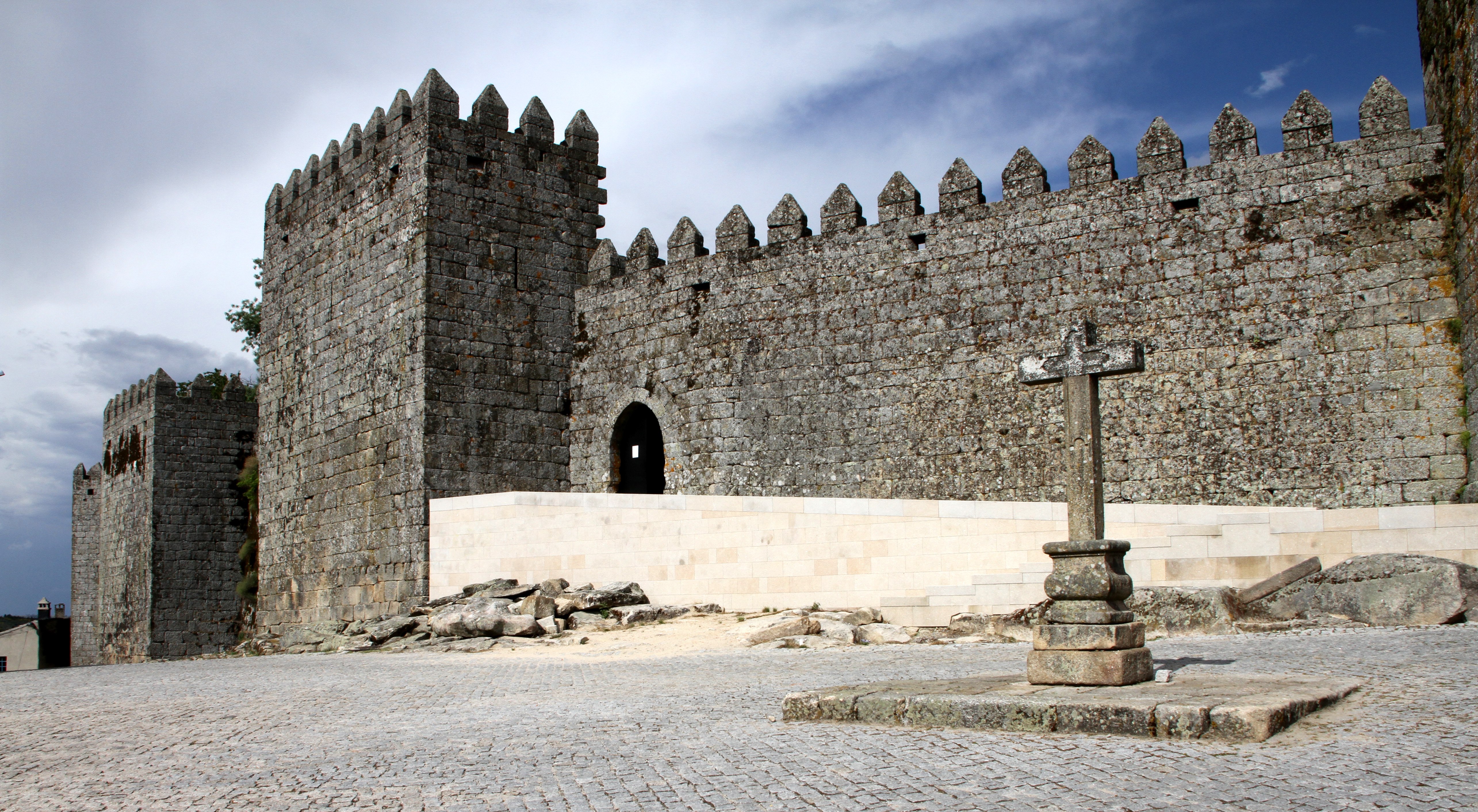
Pelourinho.

O conjunto do castelo e das muralhas de Trancoso está classificado como Monumento Nacional por Decreto de 8 de julho de 1921. Na década de 1930 fez-se sentir a intervenção do poder público, através da Direcção-Geral dos Edifícios e Monumentos Nacionais, que levou à recriação de diversos trechos destruídos, como troços de muralhas e ameias.
A antiga Vila de Trancoso foi elevada à categoria de Cidade em dezembro de 2004. Recentemente, visando melhorar a oferta de serviços turísticos aos visitantes, a Câmara Municipal planeou disponibilizar um miradouro virtual no castelo, a entrar em obras com a colaboração de fundos oriundos do IPPAR, no âmbito do Programa de Aldeias Históricas de Portugal.
Em 2021, deixou de ser tutelado pelo Governo passando para a responsabilidade da Câmara.

## Características

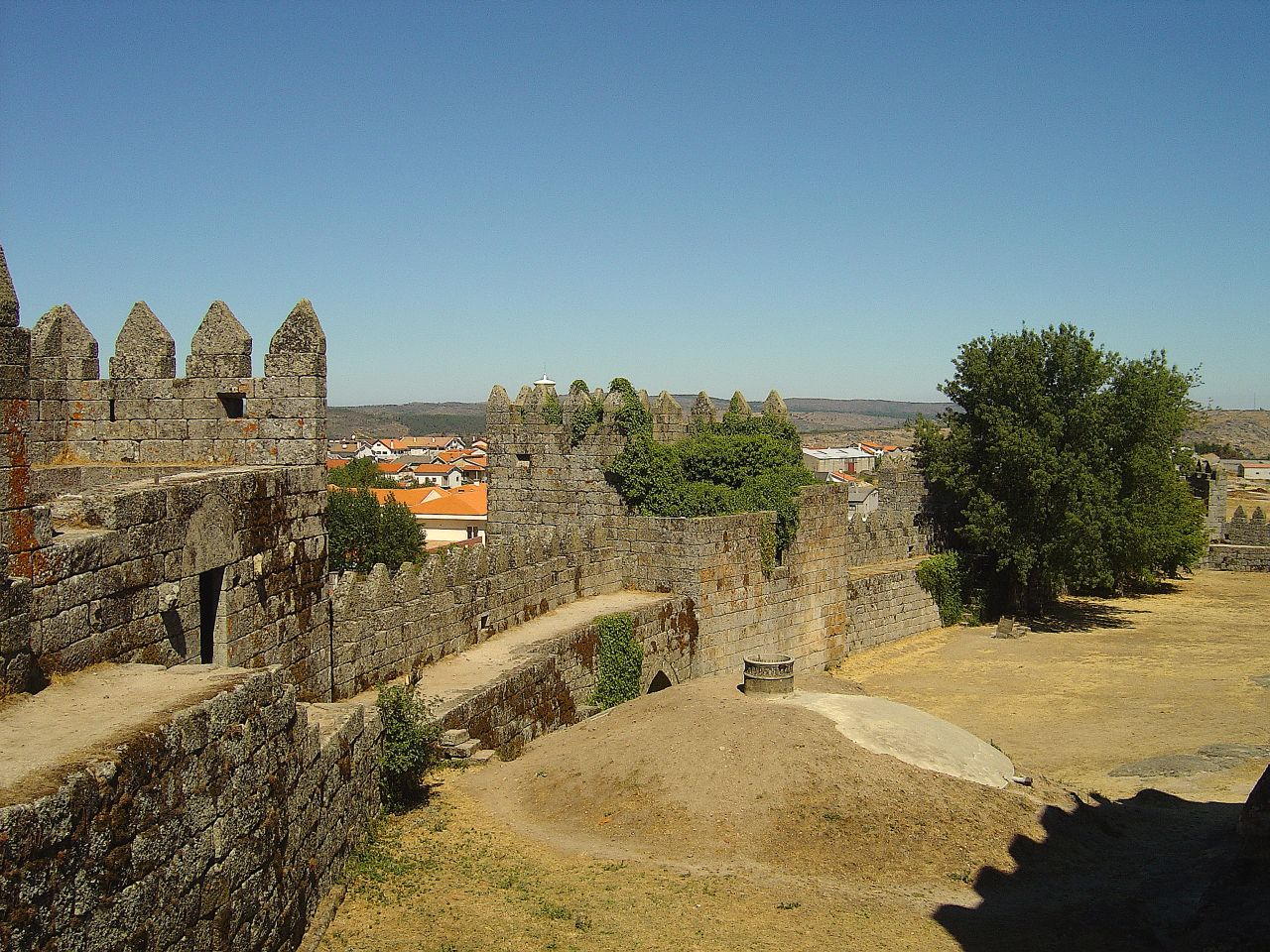
Adarve.

O castelo com traços dos estilos Românico e Gótico, coroa, a Nordeste, o conjunto das muralhas da antiga vila medieval. Os seus muros são reforçados por cinco torres de planta quadrangular, encimados por ameias quadrangulares, com terminação piramidal, e percorridos por adarve. No lado Sul do amplo pátio de armas, ergue-se a Torre de Menagem, de silhueta tronco-piramidal, com planta quadrada, apresenta porta em arco de ferradura, em estilo pré-românico.
A primitiva povoação contava com uma cerca de muralhas com aproximadamente um quilómetro de circunferência, reforçada por quinze torres. Nessa muralha rasgavam-se quatro portas, defendidas por torres e três postigos:
- a Porta d’El-Rei
- a Porta de São João
- a Porta do Prado e
- a Porta do Carvalho
- o Postigo do Olhinho do Sol
- o Postigo do Boeirinho e
- a Porta da Traição.

## Alcaidesde Trancoso
1. Gonçalo Vasques Coutinho, 2º marechal de Portugal, senhor do Couto de Leomil (1360–?),
2. Álvaro Vaz Cardoso, alcaide-mór de Trancoso (1370–?),
3. Vasco Pais Cardoso, alcaide-mór de Trancoso (1400–?)
4. Aires Ferreira, 5º senhor da Casa de Cavaleiros (1420–?),
5. Vasco Pais Cardoso (1430–?),
6. D. Pedro Mascarenhas, 6º vice-rei da Índia (1470–?),
7. Álvaro Mendes de Cáceres,
8. Álvaro Vasques Cardoso, alcaide-mór de Trancoso,
9. D. Francisco Mascarenhas, alcaide-mór de Trancoso (1630–?),
10. António Verissímo Pereira de Lacerda, alcaide-mor de Trancoso (1714–?),
11. José Maria Francisco Pereira de Lacerda, alcaide-mor de Trancoso (1750–?),